# Austrophilibertiella ditrichoidea
Austrophilibertiella ditrichoidea là một loài rêu trong họ Ditrichaceae. Loài này được Cardot Ochyra mô tả khoa học đầu tiên năm 1996.